# Telacanthura
Genre
Le genre Telacanthura comprend 2 espèces de Martinets d'Afrique subsaharienne.

## Liste des espèces
D'après la classification de référence (version 2.2, 2009) du Congrès ornithologique international (ordre phylogénique) :
- Telacanthura ussheri (Sharpe, 1870) — Martinet d'Ussher
- Telacanthura melanopygia (Chapin, 1915) — Martinet de Chapin